# Мэнсфилд, Джейн
Ве́ра Дже́йн Мэ́нсфилд (англ. Vera Jayne Mansfield, в девичестве Па́лмер (англ. Palmer); 19 апреля 1933 — 29 июня 1967) — американская киноактриса, добившаяся успеха как на Бродвее, так и в Голливуде. Мэнсфилд, неоднократно появлявшаяся на страницах журнала Playboy, наряду с Мэрилин Монро была одним из секс-символов 1950-х годов.

## Ранние годы
Вера Джейн Палмер родилась в Брин-Маре, штат Пенсильвания. Была единственным ребёнком Герберта Уильяма Палмера английского и немецкого происхождения и Веры Джеффри (урождённой Палмер) Палмер английского и корнуоллского происхождения. Она унаследовала более 90 000 долларов от своего деда по материнской линии Томаса (845 000 долларов в 2021 году) и более 36 000 долларов от своей бабушки по материнской линии Беатрис Мэри Палмер в 1958 году (338 000 долларов в 2021 году).
Провела детство в Филлипсбурге, штат Нью-Джерси, где отец работал адвокатом, практикующим у будущего губернатора Нью-Джерси Роберта Б. Мейнера. В 1936 году отец умер от сердечного приступа. В 1939 году мать вышла замуж за инженера по продажам Гарри Лоуренса Пирса, и семья переехала в Даллас, штат Техас. В детстве Мэнсфилд хотела стать голливудской звездой, как Ширли Темпл. В возрасте 12 лет брала уроки бальных танцев. В 1950 году окончила среднюю школу Хайленд-Парка. В старших классах она брала уроки игры на скрипке, фортепиано и альте. Мэнсфилд также изучала испанский и немецкий языки.
В возрасте 17 лет вышла замуж за Пола Мэнсфилда 6 мая 1950 года. Их дочь Джейн Мари Мэнсфилд родилась шесть месяцев спустя, 8 ноября 1950 года. Джейн и её муж поступили в Южный методистский университет изучать актёрское мастерство. В 1951 году Джейн переехала в Лос-Анджелес и посещала летний семестр в Калифорнийском университете в Лос-Анджелесе. Она участвовала в конкурсе Мисс Калифорния, но была вынуждена покинуть его после того, как Пол узнал об этом. Затем вместе со своим мужем переехала в Остин, штат Техас, где изучала драматургию в Техасском университете в Остине. Там работала натурщицей, продавала книги и работала секретаршей в танцевальной студии. Также вступила в Клуб занавесов, театральное общество кампуса, в состав которого входили автор текстов Том Джонс, композитор Харви Шмидт и актёры Рип Торн и Пэт Хингл. Затем провела год в Кэмп-Гордон, штат Джорджия (учебный центр армии США), когда Пол Мэнсфилд служил в резерве армии США во время Корейской войны.
В 1953 году Мэнсфилд вернулась в Даллас и в течение нескольких месяцев была ученицей актёра Баруха Люмета, отца режиссёра Сидни Люмета и основателя Далласского института исполнительских искусств. Люмет давал ей частные уроки и называл Мэнсфилд и Рипа Торна своими детьми. Люмет в конечном итоге помог Джейн пройти её первую кинопробу в Paramount в апреле 1954 года. Пол, Джейн и Джейн Мари переехали в Лос-Анджелес в 1954 году. Джейн работала где придётся, в том числе: продавала попкорн в театре Стэнли Уорнера, преподавала танцы, продавала конфеты в кинотеатре, работала моделью неполный рабочий день в модельном агентстве Blue Book, и работала фотографом в ресторане Esther Williams' Trails.

## Карьера
В начале карьеры Мэнсфилд снималась в рекламе. В 1954 году прошла прослушивание в Paramount Pictures и Warner Bros. Долго не могла произвести должного впечатления на кастинг-директора Милтона Льюиса, он же заставил её перекраситься в платиновую блондинку. В результате получила небольшую роль в сериале на CBS в эпизоде An Angel Went AWOL, вышедшем в эфир 21 октября 1954 года. В нём она села за пианино и произнесла несколько строк диалога за 300 долларов. Позднее Мэнсфилд также стала звездой журнала Playboy. Часто появлялась на обложках журнала и календаря Playboy, а в 1955 году получила звание Playmate.

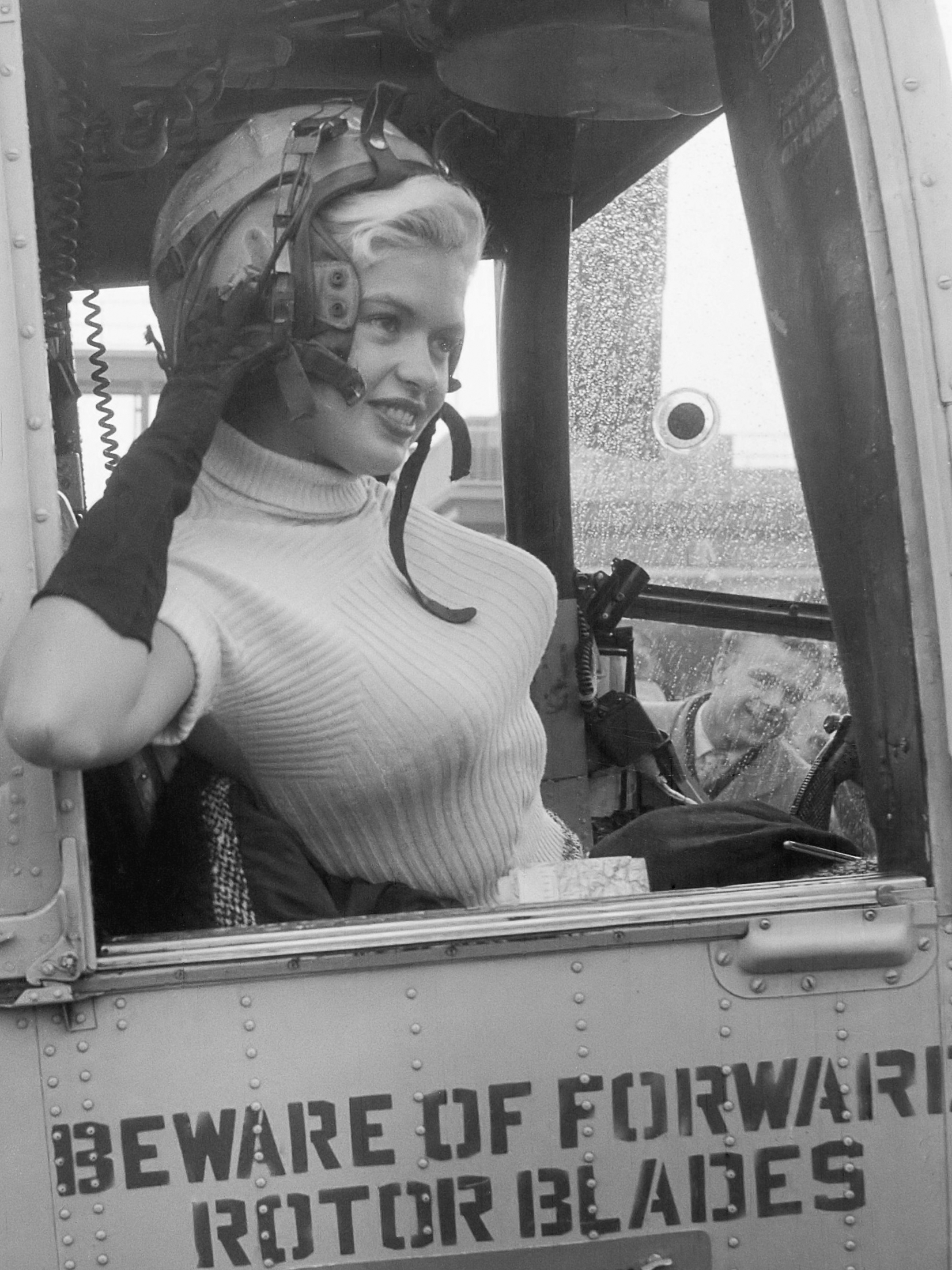
Джейн Мэнсфилд в 1957 году

Первой ролью Мэнсфилд в кино стала второстепенная роль в малобюджетной драме «Женские джунгли». В феврале 1955 года Джеймс Байрон, её менеджер и публицист, заключил семилетний контракт с Warner Brothers. Последовали роли в фильмах: «Блюз Пита Келли», «Ад в заливе Фриско», «Беззаконие». Параллельно со съёмками в кино также играла в постановках на Бродвее. 3 мая 1956 года компания Twentieth Century-Fox подписала с Мэнсфилд шестилетний контракт в попытке заменить ею Мэрилин Монро. Последовала первая главная роль в фильме «Эта девушка не может иначе». Он стал одним из самых больших успехов года, как в критическом, так и в финансовом плане, заработав больше, чем «Джентльмены предпочитают блондинок» за три года до этого. Вскоре после этого компания Fox начала рекламировать Мэнсфилд как «Мэрилин Монро королевского размера», пытаясь заставить Монро вернуться в студию и завершить свой контракт. Затем Мэнсфилд сыграла драматическую роль в фильме «Своенравный автобус», экранизации одноимённого романа Джона Стейнбека. С помощью этого фильма она попыталась отойти от своего образа секс-бомбы и зарекомендовать себя как серьёзная актриса. Фильм имел умеренный кассовый успех, и Мэнсфилд получила «Золотой глобус» в 1957 году в номинации "Новая звезда года".
Следующей главной ролью Мэнсфилд была роль в фильме «Поцелуй их за меня», за которую получила награду вместе с Кэри Грантом. Фильм провалился как в критическом, так и в коммерческом плане и стал одной из последних попыток 20th Century-Fox продвигать Мэнсфилд. Продолжающаяся шумиха вокруг внешности Мэнсфилд не смогла помочь её карьере. Ей снова дали главную роль в фильме «Шериф со сломанной челюстью». В фильме три песни Мэнсфилд были озвучены певицей Конни Фрэнсис. Fox выпустила фильм в Соединённых Штатах в 1959 году, и это был последний успех Мэнсфилд в кино. Columbia Pictures предложила ей роль в романтической комедии «Колокол, книга и свеча», но она отказалась, потому что была беременна.
С уменьшением спроса на пышногрудых блондинок и растущей негативной реакцией на её чрезмерную публичность Мэнсфилд оставалась популярной к началу 1960-х годов, все ещё способной привлекать большие толпы за пределами Соединённых Штатов благодаря прибыльным и успешным выступления в ночном клубе. После 1959 года Мэнсфилд не получила ни одной главной роли в кино. Она не смогла выполнить треть своего контракта с Fox из-за повторных беременностей. Fox перестала рассматривать её как главную голливудскую звезду, поэтому она начала сниматься в иностранных фильмах в Англии и Италии до окончания её контракта в 1962 году. Многие из её англо-итальянских фильмов считаются малоизвестными, а некоторые утерянными. В 1959 году сыграла в двух независимых гангстерских фильмах, снятых в Соединённом Королевстве: «Вызов» и «Слишком рискованно». Оба фильма были малобюджетными, и их американские релизы были отложены.
Когда Мэнсфилд вернулась в Голливуд в середине 1960-х, сыграла в таких картинах, как: «Это случилось в Афинах», «История Джорджа Рафта», «Тоска по Сан-Паули», «Первобытная любовь», «Тревожная кнопка», «Один съедает другого». Ей предложили роль в фильме «Поцелуй меня, глупенький», но Мэнсфилд отказалась, так как была беременна. Роль перешла к Ким Новак.
Гардероб Мэнсфилд опирался на бесформенные фасоны 1960-х годов, чтобы скрыть её прибавку в весе после рождения пятого ребёнка. Несмотря на неудачи в карьере, она оставалась очень популярной знаменитостью в начале 1960-х годов благодаря своим рекламным появлениям и выступлениям на сцене. В начале 1967 года Мэнсфилд снялась в своей последней роли в комедии «Руководство для женатого мужчины» с Уолтером Маттау, Робертом Морсом и Ингер Стивенс в главных ролях.
В 1980 году вышел биографический фильм «История Джейн Мэнсфилд», где роль актрисы исполнила Лони Андерсон.

## Личная жизнь

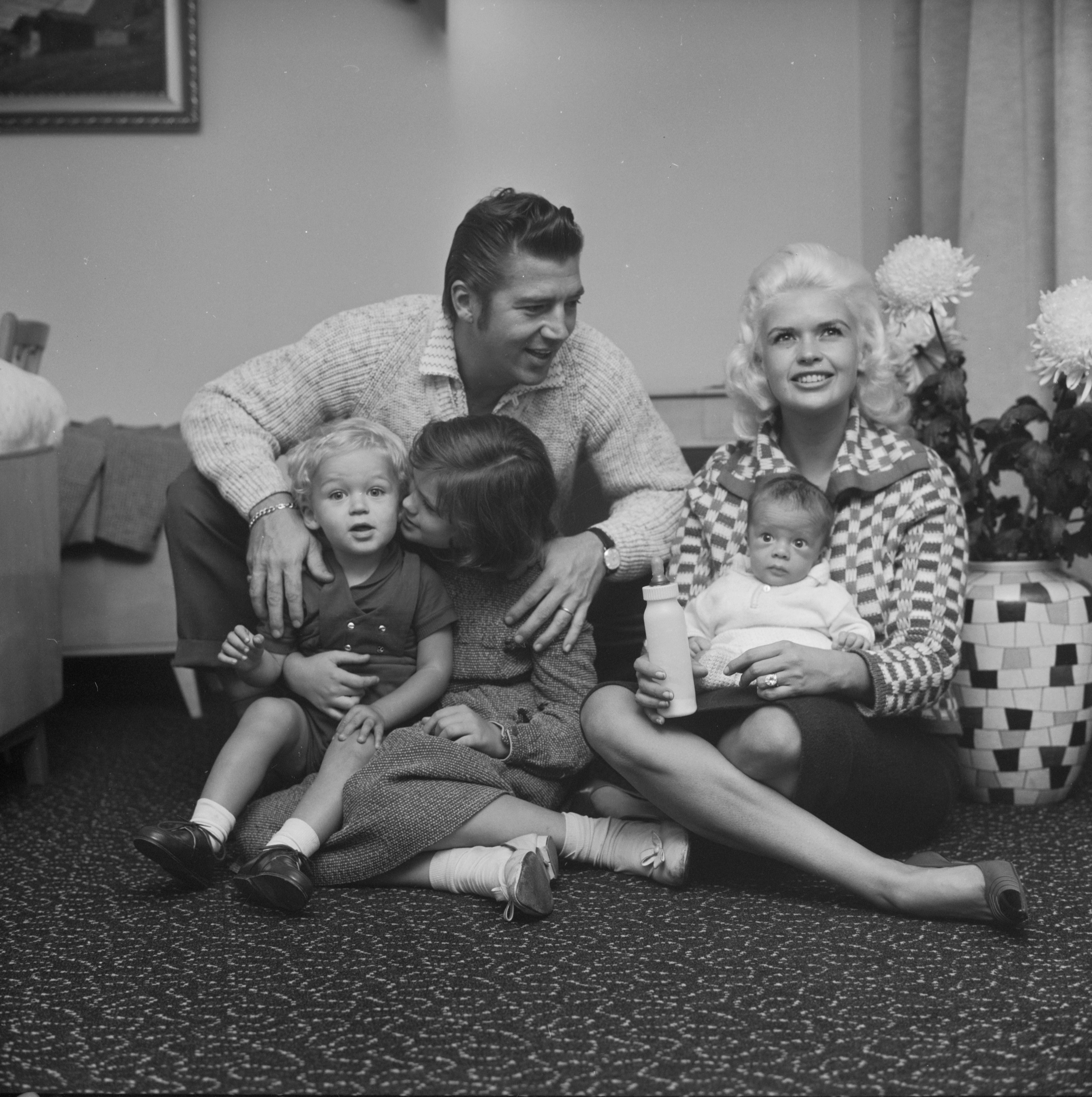
Джейн Мэнсфилд, Микки Харгитей и дети в начале 1960-х годов

В 1967 году кинокритик Уитни Уильямс написала о Мэнсфилд в Variety: её личная жизнь превзошла любую из сыгранных ею ролей. В 1950 году вышла замуж за Пола Мэнсфилда. Они познакомились на рождественской вечеринке. На момент брака Джейн было 17 лет и она находилась на третьем месяце беременности, Полу было 20 лет. 8 ноября 1950 года Мэнсфилд родила дочь Джейн Мари Мэнсфилд. После серии семейных скандалов из-за амбиций Джейн и её измен они решили расторгнуть брак. 8 января 1958 года был оформлен их развод. После развода она решила сохранить Мэнсфилд в качестве своего профессионального имени. Пол Мэнсфилд снова женился, занялся бизнесом по связям с общественностью и переехал в Чаттанугу, штат Теннесси, но не смог выиграть иски об опеке над Джейн Мари или запретить ей выезжать за границу со своей матерью. После своего 18-летия Джейн Мари пожаловалась, что не получила наследства от поместья Мэнсфилд и не получала вестей от своего отца после смерти матери.
Со своим вторым мужем, Микки Харгитеем, познакомилась в ночном клубе Latin Quarter в Нью-Йорке 13 мая 1956 года, где он выступал в качестве участника хора. Харгитей был актёром и культуристом, выигравшим конкурс Мистер Вселенная в 1955 году. После того, как Мэнсфилд вернулась из своего 40-дневного европейского турне, Харгитей сделал ей предложение 6 ноября 1957 года, подарив кольцо с 10-каратным бриллиантом стоимостью 5000 долларов. 13 января 1958 года Мэнсфилд обвенчалась с Харгитеем в часовне путников на Ранчо Палос-Вердес, Калифорния. Пара вместе снималась в кино и участвовала в различных шоу. У Мэнсфилд и Харгитея было несколько бизнес-холдингов, в том числе компания по производству тренажеров. Они написали автобиографическую книгу «Дикий, дикий мир Джейн Мэнсфилд».
В 1962 году у неё был громкий роман с Энрико Бомбой, итальянским продюсером её фильма «Тревожная кнопка». Харгитей обвинил Бомбу в саботаже их брака. В 1963 году были отношения с певцом Нельсоном Сарделли, за которого, по её словам, планировала выйти замуж, когда её развод с Микки Харгитеем был завершен. Пара развелась в Хуаресе, Мексика, в мае 1963 года, где Нельсон Сарделли сопровождал Мэнсфилд в её юридических делах. Ранее она подала на развод 4 мая 1962 года, но сказала журналистам: "Я уверена, что мы помиримся". Во время ожесточённого бракоразводного процесса актриса попыталась добиться более благоприятного финансового урегулирования, обвинив Харгитея в похищении одного из её детей.
23 ноября 1966 года сын Мэнсфилд, Золтан попал в новости, когда лев по кличке Сэмми напал на него и укусил за шею во время его визита в тематический парк Jungleland. Он перенёс тяжёлую травму головы, три операции, включая шестичасовую операцию на головном мозге и заболел менингитом. Затем он выздоровел, и адвокат Мэнсфилд, Сэм Броуди, подал в суд на тематический парк от имени семьи на сумму 1 600 000 долларов. Негативная реклама привела к закрытию тематического парка.
Мэнсфилд обнаружила, что беременна после развода. Быть незамужней матерью поставило бы под угрозу её карьеру, поэтому она и Харгитей объявили, что всё ещё женаты. Маришка Харгитей родилась 23 января 1964 года, после фактического развода, но до того, как Калифорния признала его действительным. Маришка также стала актрисой. Мэнсфилд подал в суд, чтобы развод был признан законным после рождения Маришки. Судебным постановлением в июне 1967 года Харгитей был назначен опекуном Микки, Золтана и Маришки, хотя они продолжали жить с Мэнсфилд. В 1968 году он женился на стюардессе авиакомпании Эллен Сиано, она сопровождала его в Новый Орлеан, когда он забирал своих детей после смерти Мэнсфилд. Вскоре после её похорон Харгитей подал в суд на имущество своей бывшей жены на сумму более 275 000 долларов, чтобы поддержать детей, но он проиграл иск. Мэнсфилд однажды сказала Харгитею в телевизионном ток-шоу, что сожалеет обо всех неприятностях, которые доставила ему.
24 сентября 1964 года Мэнсфилд вышла замуж за итальянского кинорежиссёра, Метта Кимбера. Пара рассталась 11 июля 1965 года и подала на развод 20 июля 1966 года. Брак Мэнсфилд и Кимбера начал рушиться из-за её злоупотребления алкоголем, открытых измен и признания Кимберу, что она была счастлива только со своим бывшим любовником Нельсоном Сарделли. 18 октября 1965 года у пары родился сын, Антонио Рафаэль Оттавиано. Кимбер и его третья жена, дизайнер одежды Кристи Хиллиард Ханак, на которой он женился 2 декабря 1967 года, воспитали Тони. Он позже был рассказчиком в сериале «Женаты… с детьми» и продюсером шоу Gorgeous Ladies of Wrestling.
Мэнсфилд стала злоупотреблять алкоголем, устраивать пьяные драки и выступать на дешевых бурлескных шоу. К июлю 1966 года начала жить со своим адвокатом Сэмом Броуди, который часто устраивал с ней пьяные драки и плохо обращался с её старшей дочерью Джейн Мари. Жена Сэма, Беверли Броуди, подала иск о разводе, назвав Мэнсфилд «41-й любовницей» в жизни Сэма.
За две недели до смерти своей матери в 1967 году 16-летняя Джейн Мари обвинила Сэма Броуди в её избиении. Заявление девочки, сделанное на следующее утро офицерам полицейского управления Лос-Анджелеса, указывало на то, что её мать поощряла жестокое обращение, и несколько дней спустя судья суда по делам несовершеннолетних присудил ей временную опеку её дяде Полу Уильяму Пигу и его жене Мэри.

## Смерть

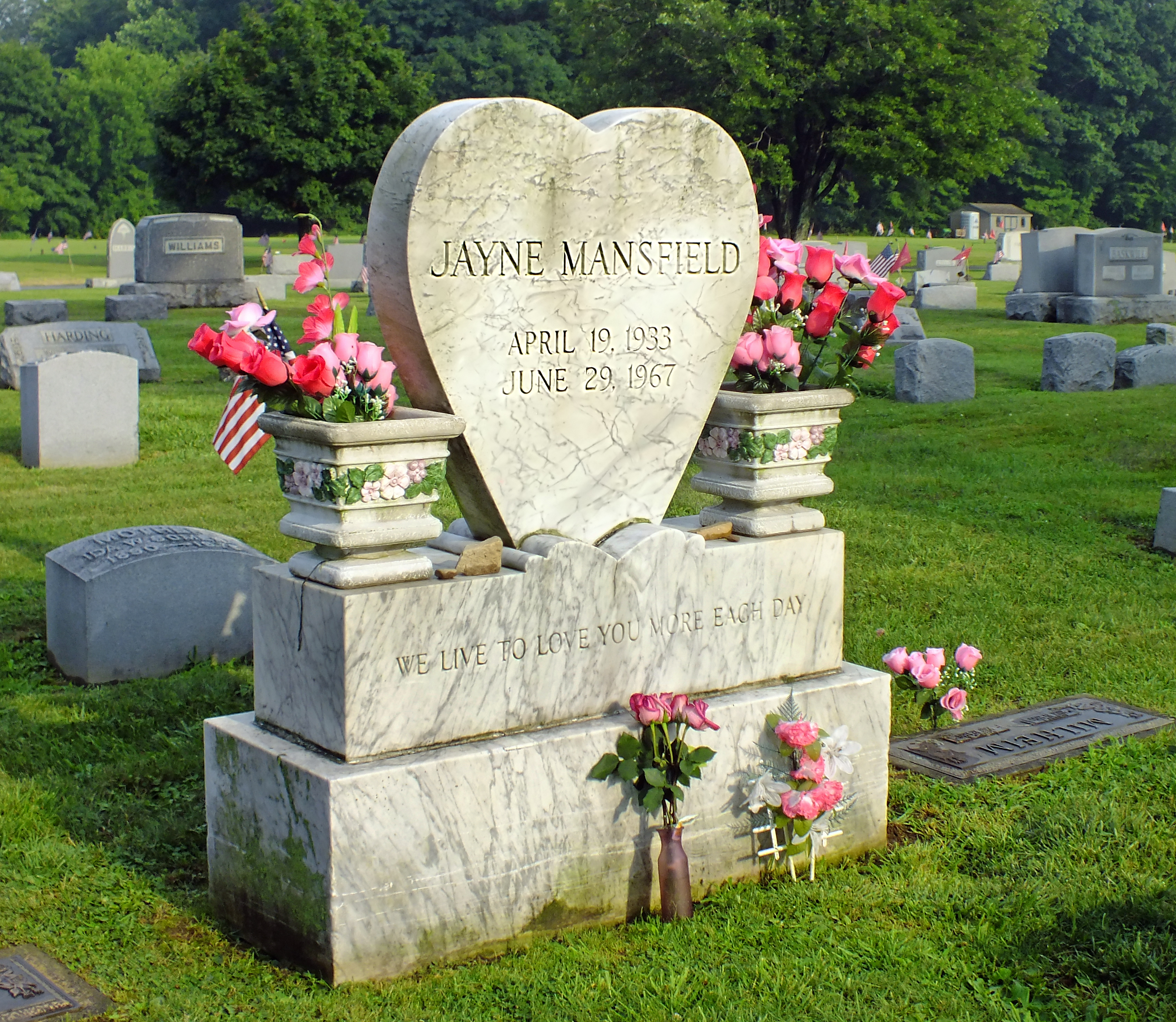
Могила Джейн Мэнсфилд

В 1967 году Мэнсфилд находилась в Билокси, штат Миссисипи, на приёме в вечернем клубе Гаса Стивенса. После двух выступлений вечером 28 июня Мэнсфилд, Сэм Броуди, их водитель Ронни Харрисон и трое её детей — Миклош, Золтан и Маришка — покинули Билокси после полуночи на Buick Electra. Их пунктом назначения был Новый Орлеан, где Мэнсфилд должна была появиться на полуденном шоу WDSU на следующий день. Примерно в 2:25 утра 29 июня на шоссе США 90, в 1 миле к западу от моста Риголетс, Бьюик на большой скорости врезался в заднюю часть тягача с прицепом, который притормозил за грузовиком, распыляющим противомоскитный дым. Полуприцеп был окутан инсектицидным туманом. Трое взрослых на переднем сиденье погибли мгновенно. Дети, спавшие на заднем сиденье, выжили и получили незначительные травмы. Похороны Мэнсфилд состоялись 3 июля в Пен-Аргиле, штат Пенсильвания. Микки Харгитей был единственным бывшим мужем, присутствовавшим на похоронах.
Мэнсфилд похоронена на кладбище Фэрвью, к юго-востоку от Пен-Аргайла, рядом со своим отцом Гербертом Палмером.

## Фильмография
| Год       |    | Русское название                 | Оригинальное название            | Роль                                 |
| --------- | -- | -------------------------------- | -------------------------------- | ------------------------------------ |
| 1954      | с  | Люкс-видео театр                 | Lux Video Theatre                | пианистка                            |
| 1955      | ф  | Женские джунгли                  | Female Jungle                    | Кэнди Прайс                          |
| 1955      | ф  | Блюз Пита Келли                  | Pete Kelly’s Blues               | продавщица сигарет                   |
| 1955      | ф  | Беззаконие                       | Illegal                          | Энджел О’Хара                        |
| 1955      | ф  | Ад в заливе Фриско               | Hell on Frisco Bay               | девушка, танцующая с Марио           |
| 1956      | тф | —                                | Sunday Spectacular: The Bachelor | Робин                                |
| 1956      | ф  | Эта девушка не может иначе       | The Girl Can’t Help It           | Джерри Джордан                       |
| 1957      | с  | Душ из звёзд                     | Shower of Stars                  | в роли самой себя / миссис Блэкстоун |
| 1957      | ф  | Заблудившийся автобус            | The Wayward Bus                  | Камилл Оукс                          |
| 1957      | ф  | Взломщик                         | The Burglar                      | Глэдден                              |
| 1957      | ф  | Испортит ли успех Рока Хантера?  | Will Success Spoil Rock Hunter?  | Рита Марлоу                          |
| 1957      | ф  | Поцелуй их за меня               | Kiss Them for Me                 | Элис Кратзнер                        |
| 1958      | ф  | Шериф со сломанной челюстью      | The Sheriff of Fractured Jaw     | Kэт                                  |
| 1959      | с  | —                                | After Hours                      | н/д                                  |
| 1959—1963 | с  | Шоу Реда Скелтона                | The Red Skelton Show             | разные персонажи                     |
| 1960      | ф  | Слишком горячая рукоятка         | Too Hot to Handle                | Миднайт Франклин                     |
| 1960      | ф  | —                                | The Challenge                    | Билли                                |
| 1960      | ф  | Яд Гидры                         | Amori di Ercole, Gli             | Деянира / Ипполита                   |
| 1961      | с  | —                                | Kraft Mystery Theater            | н/д                                  |
| 1961      | тф | —                                | Monte Carlo                      | н/д                                  |
| 1961      | ф  | История Джорджа Рафта            | The George Raft Story            | Лиза Лэнг                            |
| 1962      | с  | Следуй за солнцем                | Follow the Sun                   | Скотти                               |
| 1962      | ф  | Это случилось в Афинах           | It Happened in Athens            | Eлени Коста                          |
| 1962      | с  | Альфред Хичкок представляет      | The Alfred Hitchcock Hour        | Мэрион                               |
| 1963      | ф  | Тоска по Сан-Паули               | Heimweh nach St. Pauli           | Эвелин                               |
| 1963      | ф  | Обещания! Обещания!              | Promises! Promises!              | Сэнди Брукс                          |
| 1964      | с  | Правосудие Берка                 | Burke’s Law                      | Клео Патрик                          |
| 1964      | ф  | Тревожная кнопка                 | Panic Button                     | Aнджела                              |
| 1964      | ф  | Один съедает другого             | Einer frisst den anderen         | Дарлин                               |
| 1964      | ф  | Первобытная любовь               | L’Amore Primitivo                | доктор Джейн                         |
| 1964      | тф | Шоу Джейн Мэнсфилд               | The Jayne Mansfield Show         | актриса, мечтающая играть Шекспира   |
| 1966      | ф  | Толстый шпион                    | The Fat Spy                      | Джуниор Веллингтон                   |
| 1966      | ф  | —                                | The Las Vegas Hillbillys         | Тони                                 |
| 1966      | ф  | Меблированная комната на одного  | Single Room Furnished            | Джонни / Мэй / Айлин                 |
| 1967      | ф  | Руководство для женатого мужчины | A Guide for the Married Man      | технический консультант              |

## Награды
- 1957 — Золотой глобус — «Лучшая начинающая актриса» («Заблудившийся автобус»).